# Tha Cum Up
Tha Cum Up – drugi i ostatni album wydany przez Sylk-E. Fyne w 2000 roku.
Po udanym debiucie Raw Sylk, album Tha Cum Up okazał się handlowym niepowodzeniem, mimo że singiel "Ya Style", z gościnnym udziałem Snoop Dogga i Bizzy Bone, znalazł się na 17 miejscu na liście Hot Rap Singles.

## Lista utworów
1. "I'mma Give It to Ya"- 5:05
2. "How Hot!"- 4:55  (ft. Chill)
3. "Dirty South Central"- 4:27
4. "Players Comin' Up"- 4:19  (ft. Phantom Smoove)
5. "Lick It"- 4:27
6. "My Life"- 5:06
7. "Tha Cum Up"- 5:01  (ft. JT Money)
8. "Dirty Game"- 4:36  (ft. Nicole Renee)
9. "Ya Style"- 5:27 (ft. Snoop Dogg, Bizzy Bone)
10. "Why Oh Why"- 4:35